# Col de Latrape
De col de Latrape is een bergpas in de Franse Pyreneeën. De bergpas is vooral bekend van wieleretappes in bijvoorbeeld de Ronde van Frankrijk.
De bergpas is gelegen in het departement Ariège in de Occitanie. De pas bevindt zich op de grens van de gemeenten Aulus-les-Bains in het oosten en Ustou in het westen.
De klim werd voor het eerst aangedaan in 1956.

## Col de Latrape in de Ronde van Frankrijk
| Jaar | Etappe | Categorie | Eerste op col d'Agnes |
| ---- | ------ | --------- | --------------------- |
| 1956 | 13     | 3         | Charly Gaul           |
| 1984 | 11     | 2         | Jean-René Bernaudeau  |
| 1988 | 14     | 2         | Robert Millar         |
| 1995 | 14     | 3         | Marco Pantani         |
| 2003 | 14     | 2         | Christophe Mengin     |
| 2004 | 13     | 2         | Sylvain Chavanel      |
| 2011 | 14     | 2         | Sandy Casar           |
| 2017 | 13     | 1         | Alessandro De Marchi  |